# نادي النجدة
نادي النجدة الرياضي هو فريق كرة قدم عراقي، يقع مقره في بغداد، يلعب في الدوري العراقي الدرجة الثانية.

## روابط خارجية
- نادي النجدة على Goalzz.com
- أندية العراق - تواريخ التأسيس